# Lăpușata
Lăpușata est une commune du județ de Vâlcea en Roumanie.